# 삼성 갤럭시 J4 Core
삼성 갤럭시 J4 Core(Samsung Galaxy J4 Core)는 삼성전자에서 제조한 안드로이드 Go 스마트폰이다. 이것은 삼성이 제조한 J2 Core에 이어 두 번째 안드로이드 Go 기반 스마트폰이다.

## 같이 보기
- 삼성 갤럭시
- 삼성 갤럭시 J 시리즈
- 삼성 갤럭시 J6